# Chañaral
Chañaral é uma comuna e capital da província de Chañaral, localizada na Região de Atacama, Chile. Possui uma área de 5.772,4 km² e uma população de 13.543 habitantes (2002).
Chañaral é uma pequena cidade costeira na região de Atacama no Chile. As cheias devastadoras de 2015 causaram uma perda estimada de 1.5 mil milhões de dólares em prejuízos na região.